# Соло для часов с боем
«Соло для часов с боем» (словац. Sólo pre bicie) — пьеса словацкого драматурга Освальда Заградника, написанная в 1972 году.

## Действующие лица
- Франтишек Абель
- Густав Райнер
- Пани Конти
- Хмелик
- Инспектор Мич
- Павел Есенский
- Даша Высоцкая
- Водитель такси
- Врач
- Санитары

## Сюжет
Бывший швейцар Франтишек Абель в своей маленькой квартирке, которую он делит с внуком Павлом, собирает по пятницам друзей — одиноких стариков, живущих в доме для престарелых. Их встречи полны воспоминаний, а реальная жизнь проходит в мире грёз и фантазий. Павлу старики кажутся странными, едва ли не сумасшедшими; он влюблён и собирается жениться и, поскольку квартира тесна для троих, предлагает деду переселиться в тот же дом для престарелых, где, как ему кажется, старики чувствуют себя прекрасно. Но Франтишек Абель готов отдать внуку все свои скромные сбережения, чтобы сохранить за собой квартиру, — которая позволяет его друзьям хотя бы на время забывать о том, что они живут в «богадельне».

## Перевод на русский язык
Авторизованный перевод пьесы со словацкого языка сделан в 1972 году Ю. Айхенвальдом.

## Известные постановки
- 1973 — МХАТ. Постановка О. Ефремова и А. Васильева (режиссёр-стажёр), художник И. Попов. Роли исполняли: Франтишек Абель — М. Яншин и Б. Петкер, пан Райнер — А. Грибов, пани Конти — О. Андровская (последняя роль), пан Хмелик — М. Прудкин, инспектор Мич — В. Станицын; Павел — В. Абдулов; Даша — И. Мирошниченко. Премьера состоялась 13 декабря. В 1974 году спектакль был записан для телевидения[2][3].

### Постановки в России
- 2004 — Иркутский драматический театр имени Н. П. Охлопкова. Режиссер-постановщик – Олег Пермяков, художник-постановщик – Александр Плинт, художник по костюмам – Галина Пантелеева, балетмейстер – Анна Куликова, музыкальное оформление – Валентина Цветницкая. Действующие лица и исполнители: Франтишек Абель – Виталий Венгер, Павел Есенский – Александр Дулов, Даша Высоцкая – Милена Антипина, Виктория Инадворская, Райнер – Юрий Десницкий, Пани Конти – Капитолина Мыльникова, Людмила Слабунова, Хмелик – Валерий Жуков, Инспектор Мич – Александр Крюков, Виктор Ведерников, Водитель такси – Артем Довгополый, Врач – Анатолий Лацвиев, Санитары – Степан Догадин, Евгений Солонинкин. Премьера состоялась – 23 мая 2004 г.[4][5]
- 2015 — Свердловский государственный академический театр драмы. Режиссер-постановщик: Анатолий Праудин, xудожник-постановщик: Владимир Кравцев, xудожник по костюмам: Ника Брагина. В главных ролях: Валентин Воронин (пан Райнер), Вячеслав Кириличев (Франтишек Абель), Галина Умпелева (Пани Конти), Валерий Величко, Игорь Кравченко и Михаил Быков(Пан Хмелик). Премьера состоялась: 15.03.2015.[6][7][8]